# Enerhodar
Enerhodar (ukr. Енергодар) – miasto w południowo-wschodniej części Ukrainy, w obwodzie zaporoskim, w rejonie wasylowskim, od marca 2022 pod okupacją rosyjską.
Liczy 53 tys. mieszkańców (2012); ośrodek przemysłu metalowego i materiałów budowlanych; port rzeczny, elektrownia jądrowa.
Enerhodar leży na lewym brzegu Dniepru, nad Zbiornikiem Kachowskim, na południowym brzegu zbiornika. W zachodniej części miasta znajduje się Zaporoska Elektrownia Cieplna (3600 MW), a na zachód od niej, nad brzegiem zbiornika, Zaporoska Elektrownia Jądrowa, wybudowana w latach 1980–1986, największa elektrownia jądrowa na Ukrainie (sześć bloków energetycznych o łącznej mocy 5700 MW).
| 1979*  | 1989*  | 2001*  | 2005   | 2006   | 2007   | 2008   | 2009   | 2012   |
| ------ | ------ | ------ | ------ | ------ | ------ | ------ | ------ | ------ |
| 14 043 | 47 100 | 56 242 | 54 689 | 54 402 | 54 228 | 54 354 | 54 319 | 53 493 |